# 瓦斯利基陶器

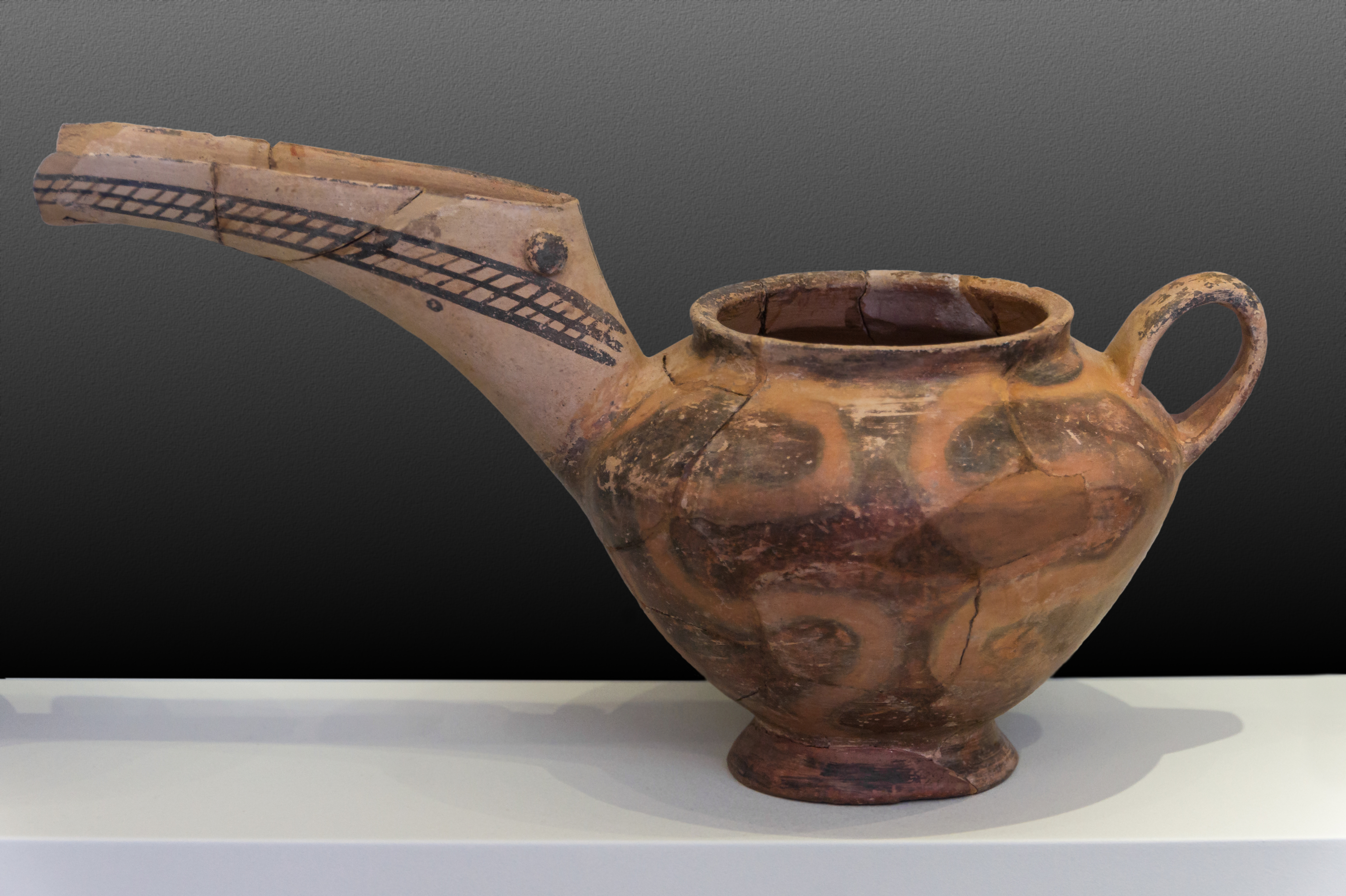
长颈的瓦斯利基茶壶陶器，表面有特色的装饰性花斑。

瓦斯利基陶器是米诺斯时期在克里特岛生产的一种独特的米诺斯陶器，因其发现地在瓦斯利基镇附近而命名，尽管这种陶器是在其他地区被生产的。瓦斯利基陶器的特点是器身上不均匀的红棕色涂料，目的是模仿石器的外观。  其表面的花斑的形成，是因为在制作过程中，涂在泥胚表面的泥釉受热不均匀，于是温度更高的部分颜色变得更深。由于花斑的图案是人为形成的，它有可能是通过将加热的煤块在陶器表面人工绘制的。另有一种用乳白色涂料在棕红色底色上绘画的装饰风格。
瓦斯利基陶器最早的发现是来自早期米诺斯文明IIA时期，克里特岛东部。紧接着，在早期米诺斯文明IIB时期，瓦斯利基陶器成为整个克里特岛东部和南部的精制器皿中的主流。  不同学者对于年代的确定持不同观点，早期米诺斯二期普遍被认为大约在公元前 2600 年至公元前 2000 年之间。

考古学家们通常称长嘴壶，小顶口的壶型为“茶壶”（teapot），同时，另一种常见的壶型被称为“鸡蛋杯”（egg-cup）。

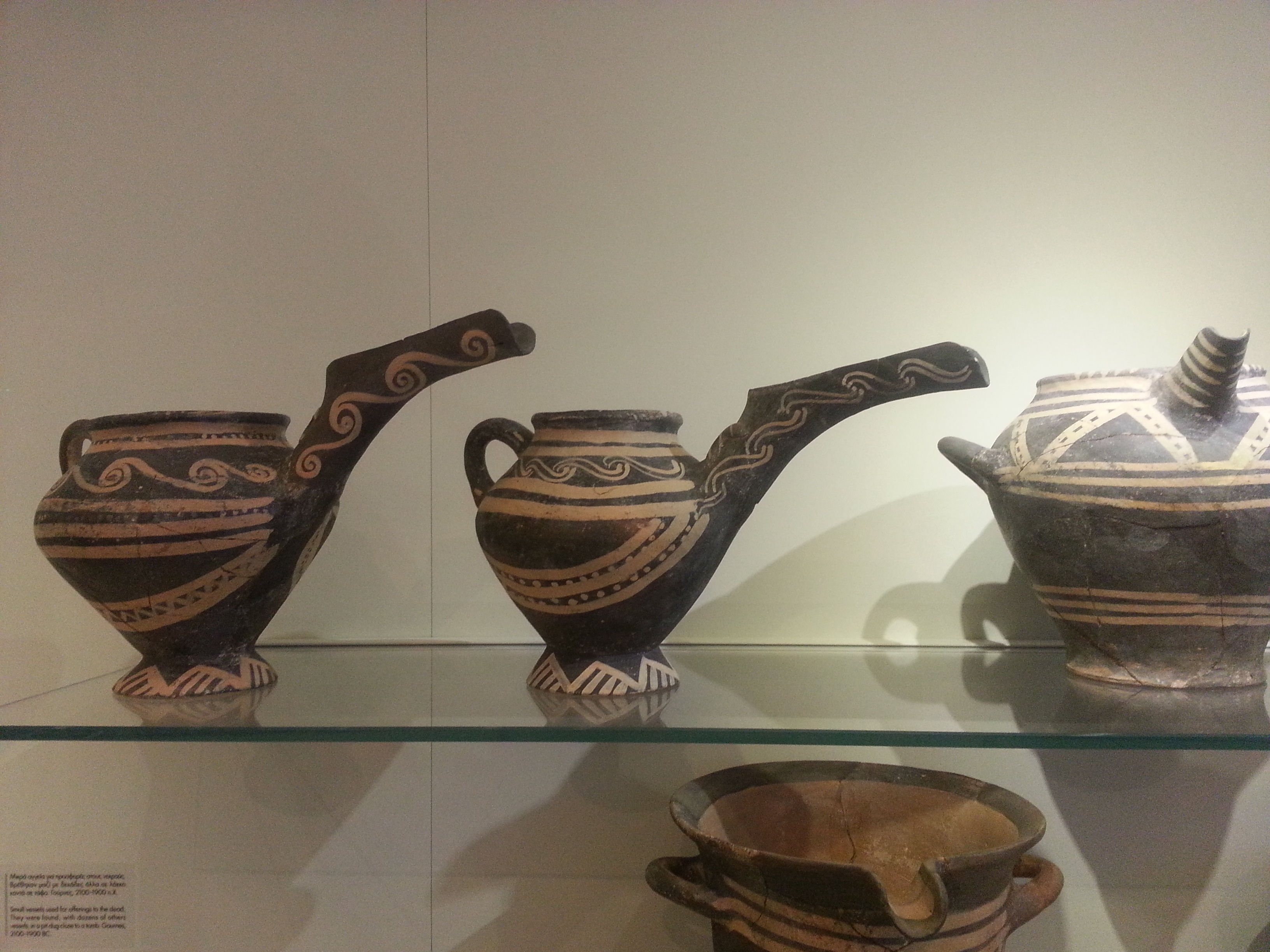
绘有白色花纹的瓦斯利基陶器，现存于AMH（德国汉堡市考古博物馆）
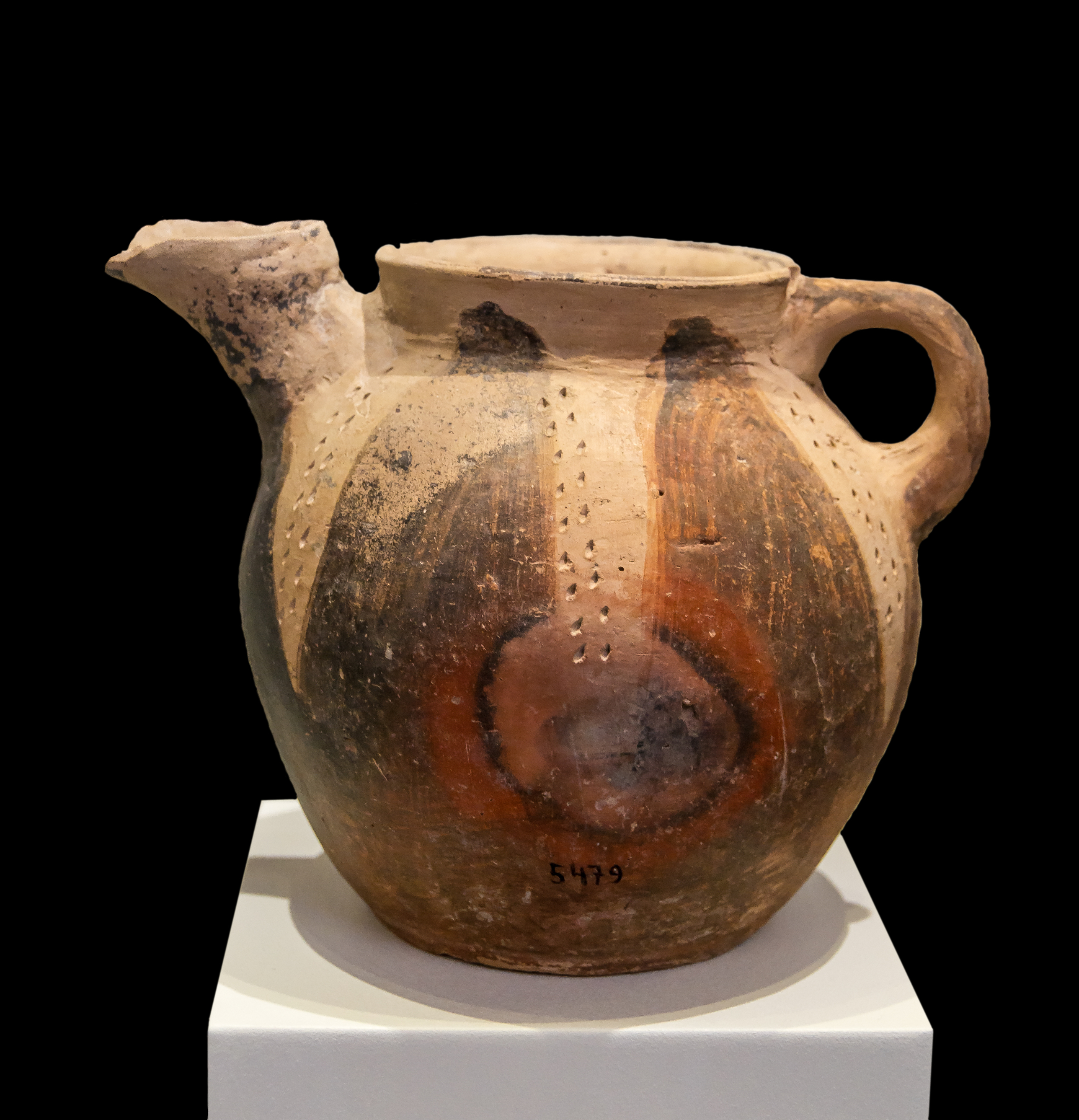
另一种风格的“茶壶”壶型，瓦斯利基，公元前 2400-2200 年，现存于AMH（德国汉堡市考古博物馆）
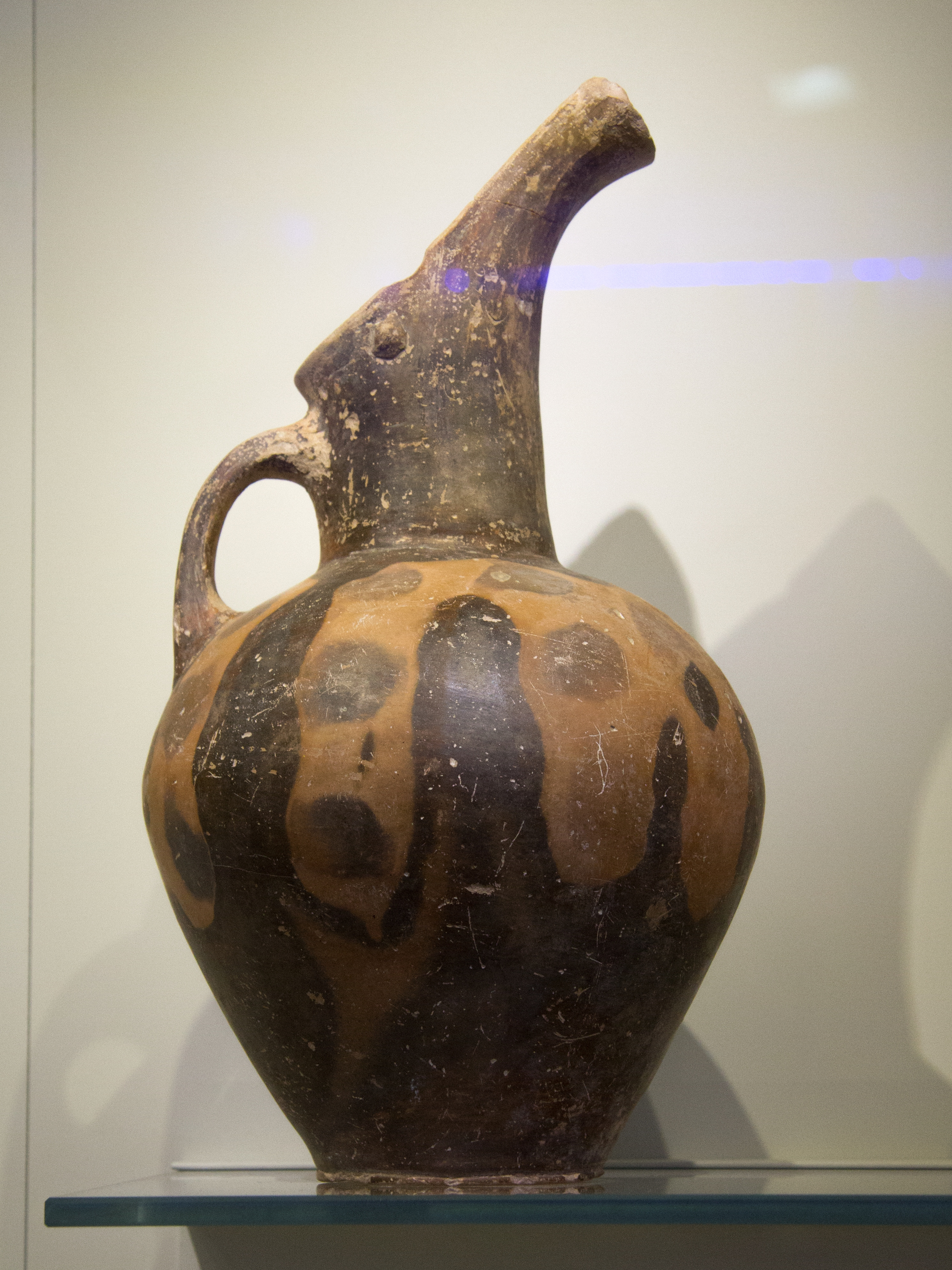
瓦斯利基水壶，公元前 2400-2200 年
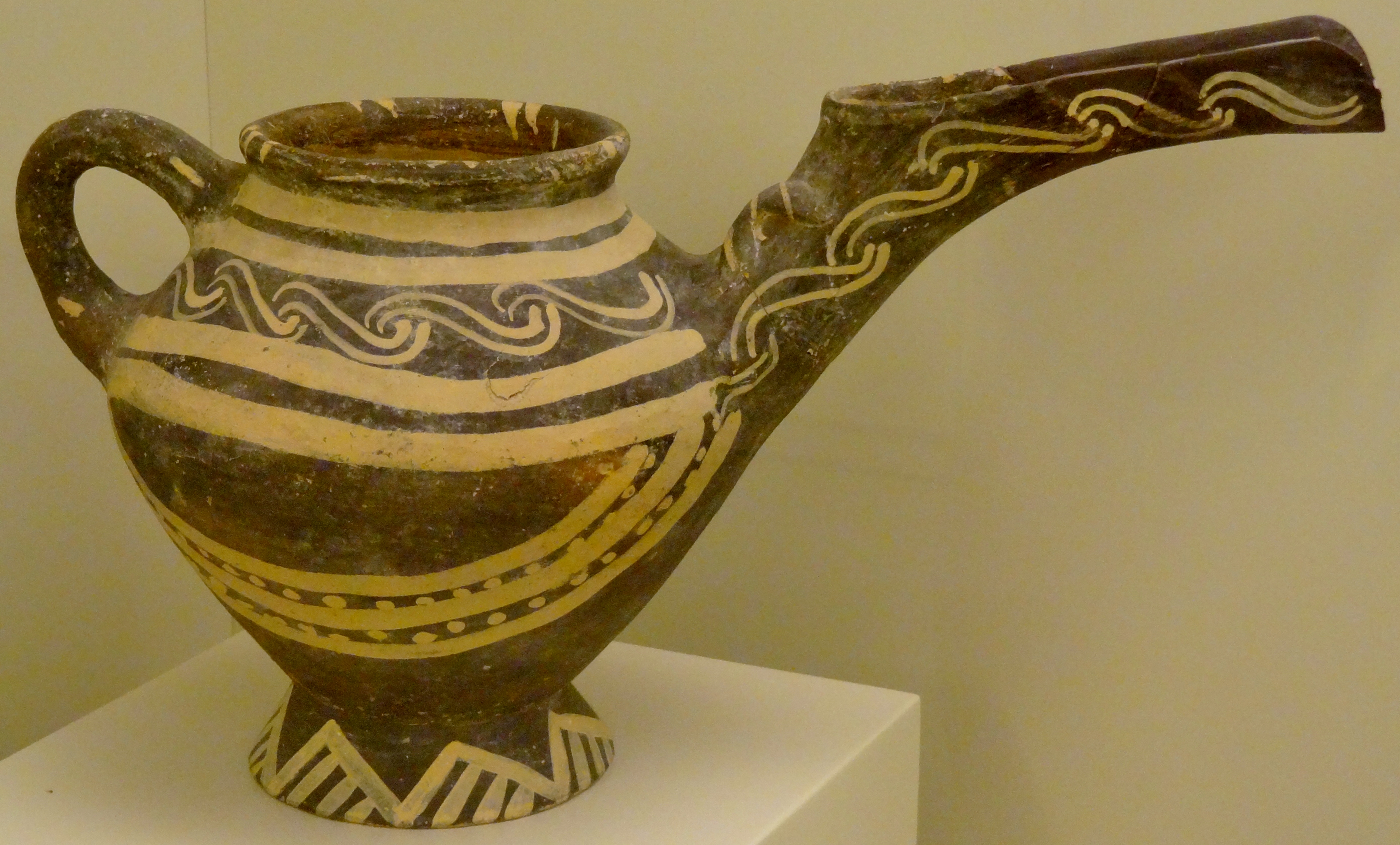
白色花纹的茶壶，公元前 2300-2000 年，现存于AMH（德国汉堡市考古博物）
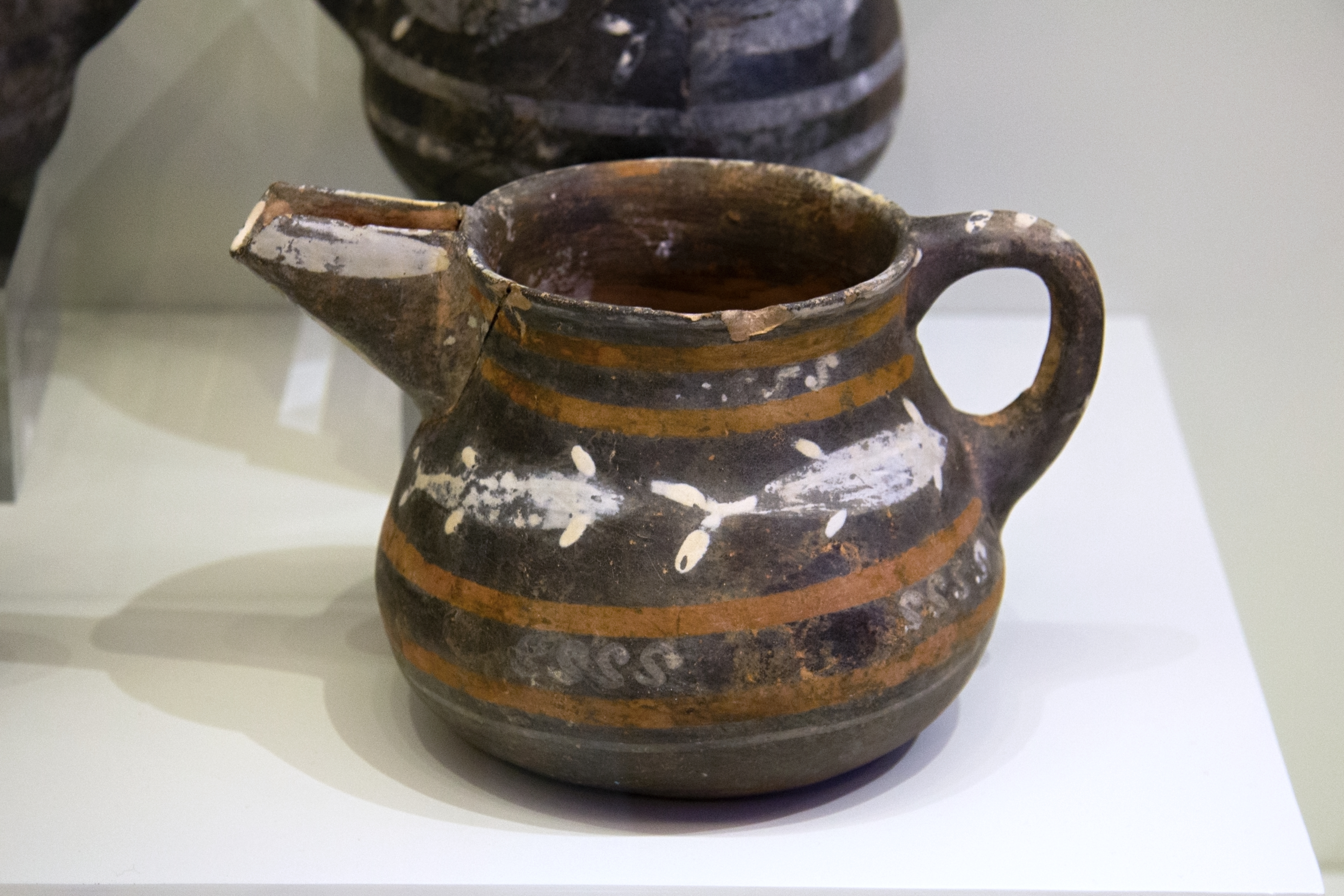
白色花纹的水壶，公元前 2300-1900 年
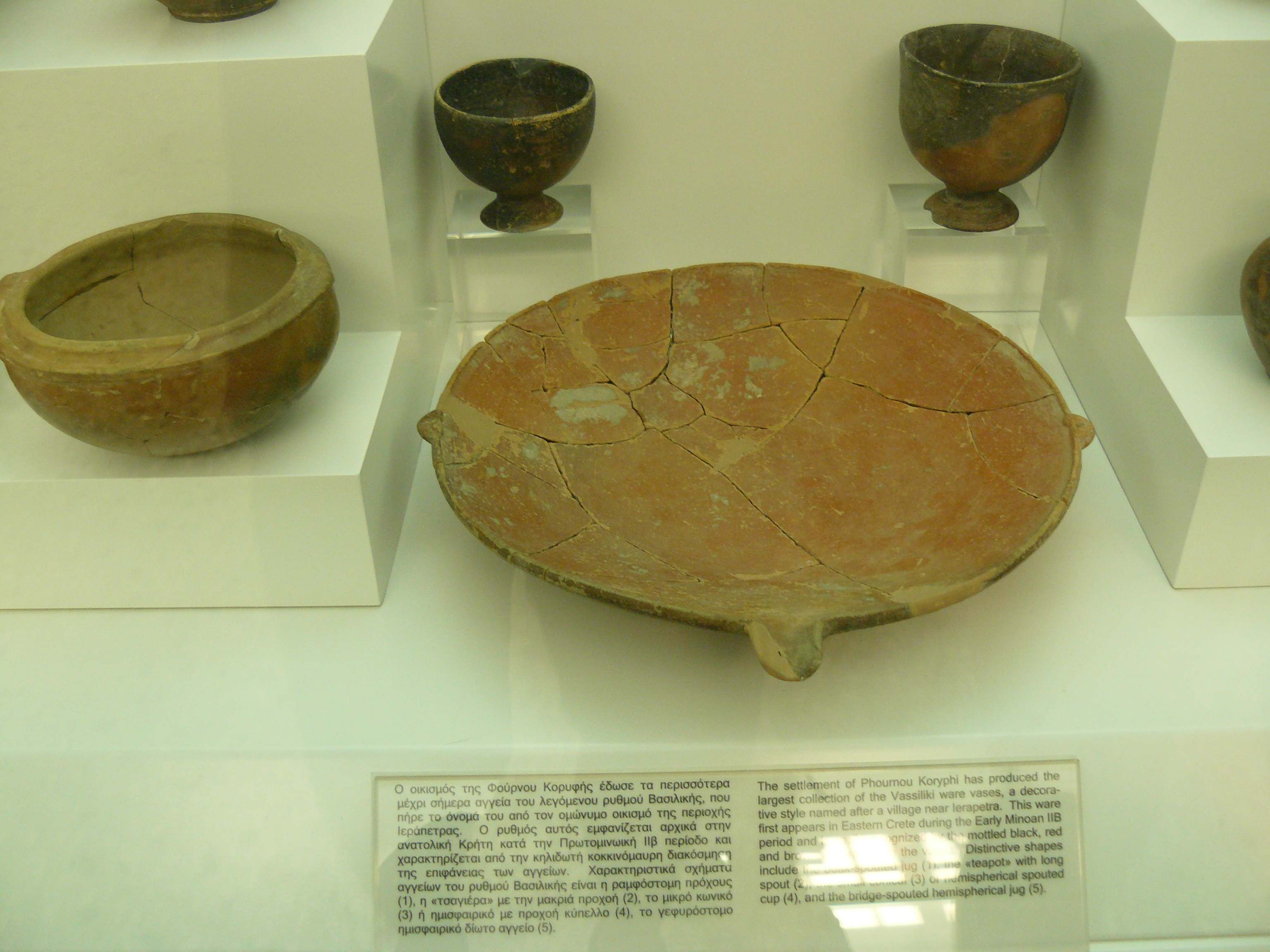
鸡蛋杯（后方）及其他器形

Template:Greek Vases
1. ↑  Minoans: Life in Bronze Age Crete, Rodney Castleden
2. ↑  Minoan settlement of Vasiliki （页面存档备份，存于） minoancrete.com